# Temporada 2015 de Fórmula 1
La temporada 2015 de Fórmula 1 fue la 66.ª edición del Campeonato Mundial de Fórmula 1 de la historia. Durante este período, el Acuerdo de la Concordia todavía está en vigor. El 12 de septiembre de 2014, la FIA anunció un calendario provisional de 19 carreras del Gran Premio, que comenzó el 15 de marzo en Australia y finalizó el 29 de noviembre en Abu Dabi.
Lewis Hamilton y Mercedes fueron los campeones de pilotos y constructores respectivamente.

## Escuderías y pilotos
La siguiente tabla muestra los pilotos confirmados oficialmente por sus escuderías para el Mundial 2015 de F1.
| Escudería                     | Chasis      | Chasis        | Motor                  | Neu. | N.º | Pilotos          | Siglas | Rondas       | Pilotos de pruebas                                 |
| ----------------------------- | ----------- | ------------- | ---------------------- | ---- | --- | ---------------- | ------ | ------------ | -------------------------------------------------- |
| Mercedes AMG Petronas F1 Team | Mercedes    | F1 W06 Hybrid | Mercedes PU106B Hybrid | P    | 6   | Nico Rosberg     | ROS    | Todas        | Pascal Wehrlein                                    |
| Mercedes AMG Petronas F1 Team | Mercedes    | F1 W06 Hybrid | Mercedes PU106B Hybrid | P    | 44  | Lewis Hamilton   | HAM    | Todas        | Pascal Wehrlein                                    |
| Infiniti Red Bull Racing      | Red Bull    | RB11          | Renault Energy F1-2015 | P    | 3   | Daniel Ricciardo | RIC    | Todas        | Pierre Gasly                                       |
| Infiniti Red Bull Racing      | Red Bull    | RB11          | Renault Energy F1-2015 | P    | 26  | Daniil Kvyat     | KVY    | Todas        | Pierre Gasly                                       |
| Williams Martini Racing       | Williams    | FW37          | Mercedes PU106B Hybrid | P    | 19  | Felipe Massa     | MAS    | Todas        | Susie Wolff Alex Lynn                              |
| Williams Martini Racing       | Williams    | FW37          | Mercedes PU106B Hybrid | P    | 77  | Valtteri Bottas  | BOT    | Todas        | Susie Wolff Alex Lynn                              |
| Scuderia Ferrari              | Ferrari     | SF15-T        | Ferrari 059/4          | P    | 5   | Sebastian Vettel | VET    | Todas        | Raffaele Marciello Esteban Gutiérrez Antonio Fuoco |
| Scuderia Ferrari              | Ferrari     | SF15-T        | Ferrari 059/4          | P    | 7   | Kimi Räikkönen   | RAI    | Todas        | Raffaele Marciello Esteban Gutiérrez Antonio Fuoco |
| McLaren Honda                 | McLaren     | MP4-30        | Honda RA615H           | P    | 14  | Fernando Alonso  | ALO    | 2–19         | Kevin Magnussen Stoffel Vandoorne                  |
| McLaren Honda                 | McLaren     | MP4-30        | Honda RA615H           | P    | 20  | Kevin Magnussen  | MAG    | 1            | Kevin Magnussen Stoffel Vandoorne                  |
| McLaren Honda                 | McLaren     | MP4-30        | Honda RA615H           | P    | 22  | Jenson Button    | BUT    | Todas        | Kevin Magnussen Stoffel Vandoorne                  |
| Sahara Force India F1 Team    | Force India | VJM08 VJM08B  | Mercedes PU106B Hybrid | P    | 11  | Sergio Pérez     | PER    | Todas        | Pascal Wehrlein Nick Yelloly Esteban Ocon          |
| Sahara Force India F1 Team    | Force India | VJM08 VJM08B  | Mercedes PU106B Hybrid | P    | 27  | Nico Hülkenberg  | HÜL    | Todas        | Pascal Wehrlein Nick Yelloly Esteban Ocon          |
| Scuderia Toro Rosso           | Toro Rosso  | STR10         | Renault Energy F1-2015 | P    | 33  | Max Verstappen   | VES    | Todas        | Pierre Gasly Marco Wittmann                        |
| Scuderia Toro Rosso           | Toro Rosso  | STR10         | Renault Energy F1-2015 | P    | 55  | Carlos Sainz Jr. | SAI    | Todas        | Pierre Gasly Marco Wittmann                        |
| Lotus F1 Team                 | Lotus       | E23 Hybrid    | Mercedes PU106B Hybrid | P    | 8   | Romain Grosjean  | GRO    | Todas        | Jolyon Palmer                                      |
| Lotus F1 Team                 | Lotus       | E23 Hybrid    | Mercedes PU106B Hybrid | P    | 13  | Pastor Maldonado | MAL    | Todas        | Jolyon Palmer                                      |
| Sauber F1 Team                | Sauber      | C34           | Ferrari 059/4          | P    | 9   | Marcus Ericsson  | ERI    | Todas        | Raffaele Marciello                                 |
| Sauber F1 Team                | Sauber      | C34           | Ferrari 059/4          | P    | 12  | Felipe Nasr      | NAS    | Todas        | Raffaele Marciello                                 |
| Manor Marussia F1 Team        | Marussia    | MR03B         | Ferrari 059/3          | P    | 28  | Will Stevens     | STE    | 2-19         | Fabio Leimer                                       |
| Manor Marussia F1 Team        | Marussia    | MR03B         | Ferrari 059/3          | P    | 53  | Alexander Rossi  | RSI    | 13-14, 16-18 | Fabio Leimer                                       |
| Manor Marussia F1 Team        | Marussia    | MR03B         | Ferrari 059/3          | P    | 98  | Roberto Merhi    | MER    | 2-12, 15, 19 | Fabio Leimer                                       |

## Cambios

### Cambios en circuitos
- México albergó un Gran Premio en el Autódromo Hermanos Rodríguez, tras 23 años sin albergar ninguno.

### Cambios de pilotos
- Carlos Sainz Jr. y Max Verstappen remplazaron a Daniil Kvyat y Jean-Éric Vergne en Toro Rosso.
- Daniil Kvyat reemplazó a Sebastian Vettel en la escudería Red Bull Racing.
- Sebastian Vettel reemplazó a Fernando Alonso en la escudería Ferrari.
- Fernando Alonso reemplazó a Kevin Magnussen en la escudería McLaren Honda.[20]
- En Sauber, Marcus Ericsson y Felipe Nasr remplazaron a Esteban Gutiérrez quien pasa a ser piloto de pruebas y piloto reserva de la escudería Ferrari y a Adrian Sutil, quien pasa a ser piloto de pruebas en Williams.
- Jean-Éric Vergne pasa a ser piloto probador de Ferrari y piloto oficial de Andretti en Fórmula E.
- Will Stevens y Roberto Merhi fueron los pilotos titulares de Manor Marussia F1 Team y Jordan King el probador de la escudería.
- A horas de iniciar los entrenamientos libres en Australia, Giedo Van der Garde inicia acciones legales contra Sauber por incumplimiento de contrato, ya que pactaron durante 2014 que Giedo sería piloto titular en 2015. El fallo de la Corte de Victoria en Suiza fue a favor de Van der Garde, que por lo tanto tendría que correr con el C34. Sin embargo, luego ambas partes llegaron a un acuerdo, permitiendo así que no haya cambios en la formación titular de la escudería.[39]
- Alexander Rossi reemplazó a Roberto Merhi por 5 carreras a partir del Gran Premio de Singapur.

### Cambios de escuderías
- La dupla McLaren-Honda regresa tras más de 20 años de ausencia. La marca Honda vuelve como motorista tras su ausencia desde el final de 2008 por problemas económicos.
- Sauber F1 Team cambiará por completo el color gris oscuro y blanco antiguo de su coche por el azul y amarillo del Banco do Brasil ya que es el patrocinador del nuevo piloto brasileño Felipe Nasr.
- Para esta temporada Lotus F1 Team montará motores Mercedes.
- Caterham F1 Team no fue incluido en la lista, debido a que para participar tenía que conseguir un nuevo comprador. Marussia F1 Team si fue incluido en la lista, ya que consiguió un comprador (Manor Motorsport), pasando a competir como Manor Marussia F1 Team.
- La FIA aceptó que Manor Marussia F1 Team compitiera con una adaptación del Marussia MR03 de 2014, denominado MR03B.[40] El diseño original de Marussia fue alterado para poder cumplir con las reglamentaciones exigidas para la temporada 2015. Las diferencias más notorias se encuentran en la reestructuración del morro delantero. Otro cambio significativo (además de la estructura del monoplaza y de su estética) es el incremento del peso, que pasó de los 691 kg a los 702 kg.

### Cambios de regulaciones
- Se instaurará el coche de seguridad virtual (Virtual Safety Car-VSC).[41]
- Se eliminan la doble puntuación en la última carrera y las restricciones de los mensajes por radio.[42]
- El peso mínimo de los coches en todo momento durante un gran premio se incrementó a 702 kg.
- Se prohíbe el cambio de estilo del casco por piloto y solo se podrá usar un estilo por temporada.
- Se prohíbe usar el número 17 para los pilotos, ya que fue retirado en honor a Jules Bianchi.

## Calendario de presentaciones
| Escudería   | Chasis        | Imagen | Fecha        | Lugar                |
| ----------- | ------------- | ------ | ------------ | -------------------- |
| Williams    | FW37          |        | 20 de enero  | Revista F1 Racing    |
| Force India | VJM08         |        | 21 de enero  | Ciudad de México     |
| Lotus       | E23 Hybrid    |        | 26 de enero  | En línea             |
| McLaren     | MP4-30        |        | 29 de enero  | En línea             |
| Sauber      | C34           |        | 30 de enero  | En línea             |
| Ferrari     | SF15-T        |        | 30 de enero  | En línea             |
| Toro Rosso  | STR10         |        | 31 de enero  | Jerez de la Frontera |
| Red Bull    | RB11          |        | 1 de febrero | Jerez de la Frontera |
| Mercedes    | F1 W06 Hybrid |        | 1 de febrero | Jerez de la Frontera |
| Marussia    | MR03B         |        | 13 de marzo  | Melbourne            |

## Entrenamientos

### Pretemporada
- Los test de pretemporada se disputarán en tres fechas distintas comprendidas entre el 1 de febrero y el 1 de marzo. Los circuitos escogidos son el Circuito de Jerez (España) y el Circuito de Cataluña, (España).

| N.º | Circuito                                          | Mapa del Circuito    | Resultados    | Resultados       | Resultados        | Resultados  | Resultados   | Resultados |
| --- | ------------------------------------------------- | -------------------- | ------------- | ---------------- | ----------------- | ----------- | ------------ | ---------- |
| 1   | Circuito de Jerez Longitud: 4,423 km              |                      | Fecha         | Fecha            | Piloto            | Constructor | Mejor tiempo | Vueltas    |
| 1   | Circuito de Jerez Longitud: 4,423 km              | Día 1                | 1 de febrero  | Sebastian Vettel | Ferrari           | 1:22.620    | 60           |            |
| 1   | Circuito de Jerez Longitud: 4,423 km              | Día 2                | 2 de febrero  | Sebastian Vettel | Ferrari           | 1:20.984    | 88           |            |
| 1   | Circuito de Jerez Longitud: 4,423 km              | Día 3                | 3 de febrero  | Felipe Nasr      | Sauber-Ferrari    | 1:21.545    | 109          |            |
| 1   | Circuito de Jerez Longitud: 4,423 km              | Día 4                | 4 de febrero  | Kimi Räikkönen   | Ferrari           | 1:20.841    | 106          |            |
| 1   | Circuito de Jerez Longitud: 4,423 km              | Resultados completos |               |                  |                   |             |              |            |
| 2   | Circuito de Barcelona-Cataluña Longitud: 4,627 km |                      | Fecha         | Fecha            | Piloto            | Constructor | Mejor tiempo | Vueltas    |
| 2   | Circuito de Barcelona-Cataluña Longitud: 4,627 km | Día 1                | 19 de febrero | Pastor Maldonado | Lotus-Mercedes    | 1:25.011    | 69           |            |
| 2   | Circuito de Barcelona-Cataluña Longitud: 4,627 km | Día 2                | 20 de febrero | Daniel Ricciardo | Red Bull-Renault  | 1:24.574    | 141          |            |
| 2   | Circuito de Barcelona-Cataluña Longitud: 4,627 km | Día 3                | 21 de febrero | Pastor Maldonado | Lotus-Mercedes    | 1:24.348    | 104          |            |
| 2   | Circuito de Barcelona-Cataluña Longitud: 4,627 km | Día 4                | 22 de febrero | Romain Grosjean  | Lotus-Mercedes    | 1:24.067    | 111          |            |
| 2   | Circuito de Barcelona-Cataluña Longitud: 4,627 km | Resultados completos |               |                  |                   |             |              |            |
| 3   | Circuito de Barcelona-Cataluña Longitud: 4,627 km |                      | Fecha         | Fecha            | Piloto            | Constructor | Mejor tiempo | Vueltas    |
| 3   | Circuito de Barcelona-Cataluña Longitud: 4,627 km | Día 5                | 26 de febrero | Felipe Massa     | Williams-Mercedes | 1:23.500    | 103          |            |
| 3   | Circuito de Barcelona-Cataluña Longitud: 4,627 km | Día 6                | 27 de febrero | Nico Rosberg     | Mercedes          | 1:22.792    | 106          |            |
| 3   | Circuito de Barcelona-Cataluña Longitud: 4,627 km | Día 7                | 28 de febrero | Lewis Hamilton   | Mercedes          | 1:23.022    | 76           |            |
| 3   | Circuito de Barcelona-Cataluña Longitud: 4,627 km | Día 8                | 1 de marzo    | Valtteri Bottas  | Williams-Mercedes | 1:23.063    | 89           |            |
| 3   | Circuito de Barcelona-Cataluña Longitud: 4,627 km | Resultados completos |               |                  |                   |             |              |            |

## Calendario

Los países que acogen un Gran Premio están coloreados de verde, con la localización del circuito señalada con un punto negro; los países que han acogido un Gran Premio alguna vez están coloreados de gris oscuro.

| Ronda | Gran Premio                       | Circuito                                       | Fecha            |
| ----- | --------------------------------- | ---------------------------------------------- | ---------------- |
| 1     | Gran Premio de Australia          | Circuito de Albert Park, Melbourne             | 15 de marzo      |
| 2     | Gran Premio de Malasia            | Circuito Internacional de Sepang, Kuala Lumpur | 29 de marzo      |
| 3     | Gran Premio de China              | Circuito Internacional de Shanghái, Shanghái   | 12 de abril      |
| 4     | Gran Premio de Baréin             | Circuito Internacional de Baréin, Sakhir       | 19 de abril      |
| 5     | Gran Premio de España             | Circuito de Barcelona-Cataluña, Montmeló       | 10 de mayo       |
| 6     | Gran Premio de Mónaco             | Circuito de Mónaco, Montecarlo                 | 24 de mayo       |
| 7     | Gran Premio de Canadá             | Circuito Gilles Villeneuve, Montreal           | 7 de junio       |
| 8     | Gran Premio de Austria            | Red Bull Ring, Spielberg                       | 21 de junio      |
| 9     | Gran Premio de Gran Bretaña       | Circuito de Silverstone, Silverstone           | 5 de julio       |
| 10    | Gran Premio de Hungría            | Hungaroring, Mogyoród                          | 26 de julio      |
| 11    | Gran Premio de Bélgica            | Circuito de Spa-Francorchamps, Spa             | 23 de agosto     |
| 12    | Gran Premio de Italia             | Autodromo Nazionale di Monza, Monza            | 6 de septiembre  |
| 13    | Gran Premio de Singapur           | Circuito callejero de Marina Bay, Singapur     | 20 de septiembre |
| 14    | Gran Premio de Japón              | Circuito de Suzuka, Prefectura de Mie          | 27 de septiembre |
| 15    | Gran Premio de Rusia              | Autódromo de Sochi, Sochi                      | 11 de octubre    |
| 16    | Gran Premio de los Estados Unidos | Circuito de las Américas, Austin               | 25 de octubre    |
| 17    | Gran Premio de México             | Autódromo Hermanos Rodríguez, Ciudad de México | 1 de noviembre   |
| 18    | Gran Premio de Brasil             | Autódromo José Carlos Pace, São Paulo          | 15 de noviembre  |
| 19    | Gran Premio de Abu Dabi           | Circuito Yas Marina, Isla Yas, Abu Dabi        | 29 de noviembre  |

## Neumáticos
Aunque no tienen uso en carrera, Pirelli provee a los equipos desde la temporada anterior durante los entrenamientos de pretemporada con neumáticos duros de invierno, diseñados específicamente para rendir durante días especialmente fríos. Se distinguen de los demás por no llevar marcaje alguno en el lateral.
| Nombre del compuesto | Color | Color | Banda de rodadura | Condiciones de circulación | Tipo del compuesto | Adherencia           | Durabilidad        |
| -------------------- | ----- | ----- | ----------------- | -------------------------- | ------------------ | -------------------- | ------------------ |
| Súper blando         | S     |       | Liso              | Seco                       | Blando             | 4 - Más adherencia   | 1 - Menos duradero |
| Blando               | S     |       | Liso              | Seco                       | Blando / Duro      | 3                    | 2                  |
| Medio                | M     |       | Liso              | Seco                       | Blando / Duro      | 2                    | 3                  |
| Duro                 | H     |       | Liso              | Seco                       | Duro               | 1 - Menos adherencia | 4 - Más duradero   |
| Intermedio           | I     |       | Canales           | Mojado                     | Intermedio         |                      |                    |
| De lluvia            | W     |       | Canales           | Mojado                     | De lluvia          |                      |                    |

* Pirelli designa 2 tipos de neumáticos secos para cada Gran Premio según el circuito. El más blando se llama option y el más duro prime.
| Compuesto  | AUS | MYS | CHN | BHR | ESP | MON | CAN | AUT | GBR | HUN | BEL | ITA | SIN | JPN | RUS | USA | MEX | BRA | ABU |
| ---------- | --- | --- | --- | --- | --- | --- | --- | --- | --- | --- | --- | --- | --- | --- | --- | --- | --- | --- | --- |
| Blando     | S   | M   | S   | S   | M   | S   | S   | S   | M   | S   | S   | S   | S   | M   | S   | S   | S   | S   | S   |
| Duro       | M   | H   | M   | M   | H   | S   | S   | S   | H   | M   | M   | M   | S   | H   | S   | M   | M   | M   | S   |
| Intermedio | I   | I   | I   | I   | I   | I   | I   | I   | I   | I   | I   | I   | I   | I   | I   | I   | I   | I   | I   |
| De lluvia  | W   | W   | W   | W   | W   | W   | W   | W   | W   | W   | W   | W   | W   | W   | W   | W   | W   | W   | W   |

## Resultados
| Ronda | Fecha                                         | Gran Premio | Mapa del Circuito    | Resultados                  | Resultados       | Resultados                  | Resultados       |
| ----- | --------------------------------------------- | --- | -------------------- | --------------------------- | ---------------- | --------------------------- | ---------------- |
| 1     | 13, 14 y 15 de marzo                          | Gran Premio de Australia Circuito de Albert Park Longitud: 307,574 km Vueltas: 58 Ganador 2014: Nico Rosberg - Mercedes           |                      | Libres 1                    | Nico Rosberg     | Ganador                     | Lewis Hamilton   |
| 1     | 13, 14 y 15 de marzo                          | Gran Premio de Australia Circuito de Albert Park Longitud: 307,574 km Vueltas: 58 Ganador 2014: Nico Rosberg - Mercedes           | Libres 2             | Nico Rosberg                | 2.do puesto      | Nico Rosberg                |                  |
| 1     | 13, 14 y 15 de marzo                          | Gran Premio de Australia Circuito de Albert Park Longitud: 307,574 km Vueltas: 58 Ganador 2014: Nico Rosberg - Mercedes           | Libres 3             | Lewis Hamilton              | 3.er puesto      | Sebastian Vettel            |                  |
| 1     | 13, 14 y 15 de marzo                          | Gran Premio de Australia Circuito de Albert Park Longitud: 307,574 km Vueltas: 58 Ganador 2014: Nico Rosberg - Mercedes           | Pole position        | Lewis Hamilton (1.26.327)   | Vuelta rápida    | Lewis Hamilton (1:30.945)   |                  |
| 1     | 13, 14 y 15 de marzo                          | Gran Premio de Australia Circuito de Albert Park Longitud: 307,574 km Vueltas: 58 Ganador 2014: Nico Rosberg - Mercedes           | Resultados completos |                             |                  |                             |                  |
| 2     | 27, 28 y 29 de marzo                          | Gran Premio de Malasia Circuito Internacional de Sepang Longitud: 310,408 km Vueltas: 56 Ganador 2014: Lewis Hamilton - Mercedes  |                      | Libres 1                    | Nico Rosberg     | Ganador                     | Sebastian Vettel |
| 2     | 27, 28 y 29 de marzo                          | Gran Premio de Malasia Circuito Internacional de Sepang Longitud: 310,408 km Vueltas: 56 Ganador 2014: Lewis Hamilton - Mercedes  | Libres 2             | Lewis Hamilton              | 2.do puesto      | Lewis Hamilton              |                  |
| 2     | 27, 28 y 29 de marzo                          | Gran Premio de Malasia Circuito Internacional de Sepang Longitud: 310,408 km Vueltas: 56 Ganador 2014: Lewis Hamilton - Mercedes  | Libres 3             | Nico Rosberg                | 3.er puesto      | Nico Rosberg                |                  |
| 2     | 27, 28 y 29 de marzo                          | Gran Premio de Malasia Circuito Internacional de Sepang Longitud: 310,408 km Vueltas: 56 Ganador 2014: Lewis Hamilton - Mercedes  | Pole position        | Lewis Hamilton (1:49.834)   | Vuelta rápida    | Nico Rosberg (1:42.062)     |                  |
| 2     | 27, 28 y 29 de marzo                          | Gran Premio de Malasia Circuito Internacional de Sepang Longitud: 310,408 km Vueltas: 56 Ganador 2014: Lewis Hamilton - Mercedes  | Resultados completos |                             |                  |                             |                  |
| 3     | 10, 11 y 12 de abril                          | Gran Premio de China Circuito Internacional de Shanghái Longitud: 305,066 km Vueltas: 56 Ganador 2014: Lewis Hamilton - Mercedes  |                      | Libres 1                    | Lewis Hamilton   | Ganador                     | Lewis Hamilton   |
| 3     | 10, 11 y 12 de abril                          | Gran Premio de China Circuito Internacional de Shanghái Longitud: 305,066 km Vueltas: 56 Ganador 2014: Lewis Hamilton - Mercedes  | Libres 2             | Lewis Hamilton              | 2.do puesto      | Nico Rosberg                |                  |
| 3     | 10, 11 y 12 de abril                          | Gran Premio de China Circuito Internacional de Shanghái Longitud: 305,066 km Vueltas: 56 Ganador 2014: Lewis Hamilton - Mercedes  | Libres 3             | Lewis Hamilton              | 3.er puesto      | Sebastian Vettel            |                  |
| 3     | 10, 11 y 12 de abril                          | Gran Premio de China Circuito Internacional de Shanghái Longitud: 305,066 km Vueltas: 56 Ganador 2014: Lewis Hamilton - Mercedes  | Pole position        | Lewis Hamilton (1:35.782)   | Vuelta rápida    | Lewis Hamilton (1:42.208)   |                  |
| 3     | 10, 11 y 12 de abril                          | Gran Premio de China Circuito Internacional de Shanghái Longitud: 305,066 km Vueltas: 56 Ganador 2014: Lewis Hamilton - Mercedes  | Resultados completos |                             |                  |                             |                  |
| 4     | 17, 18 y 19 de abril                          | Gran Premio de Baréin Circuito Internacional de Baréin Longitud: 308,405 km Vueltas: 57 Ganador 2014: Lewis Hamilton - Mercedes   |                      | Libres 1                    | Kimi Räikkönen   | Ganador                     | Lewis Hamilton   |
| 4     | 17, 18 y 19 de abril                          | Gran Premio de Baréin Circuito Internacional de Baréin Longitud: 308,405 km Vueltas: 57 Ganador 2014: Lewis Hamilton - Mercedes   | Libres 2             | Nico Rosberg                | 2.do puesto      | Kimi Räikkönen              |                  |
| 4     | 17, 18 y 19 de abril                          | Gran Premio de Baréin Circuito Internacional de Baréin Longitud: 308,405 km Vueltas: 57 Ganador 2014: Lewis Hamilton - Mercedes   | Libres 3             | Lewis Hamilton              | 3.er puesto      | Nico Rosberg                |                  |
| 4     | 17, 18 y 19 de abril                          | Gran Premio de Baréin Circuito Internacional de Baréin Longitud: 308,405 km Vueltas: 57 Ganador 2014: Lewis Hamilton - Mercedes   | Pole position        | Lewis Hamilton (1:32.571)   | Vuelta rápida    | Kimi Räikkönen (1:36.311)   |                  |
| 4     | 17, 18 y 19 de abril                          | Gran Premio de Baréin Circuito Internacional de Baréin Longitud: 308,405 km Vueltas: 57 Ganador 2014: Lewis Hamilton - Mercedes   | Resultados completos |                             |                  |                             |                  |
| 5     | 8, 9 y 10 de mayo                             | Gran Premio de España Circuito de Barcelona-Cataluña Longitud: 307,104 km Vueltas: 66 Ganador 2014: Lewis Hamilton - Mercedes     |                      | Libres 1                    | Nico Rosberg     | Ganador                     | Nico Rosberg     |
| 5     | 8, 9 y 10 de mayo                             | Gran Premio de España Circuito de Barcelona-Cataluña Longitud: 307,104 km Vueltas: 66 Ganador 2014: Lewis Hamilton - Mercedes     | Libres 2             | Lewis Hamilton              | 2.do puesto      | Lewis Hamilton              |                  |
| 5     | 8, 9 y 10 de mayo                             | Gran Premio de España Circuito de Barcelona-Cataluña Longitud: 307,104 km Vueltas: 66 Ganador 2014: Lewis Hamilton - Mercedes     | Libres 3             | Nico Rosberg                | 3.er puesto      | Sebastian Vettel            |                  |
| 5     | 8, 9 y 10 de mayo                             | Gran Premio de España Circuito de Barcelona-Cataluña Longitud: 307,104 km Vueltas: 66 Ganador 2014: Lewis Hamilton - Mercedes     | Pole position        | Nico Rosberg (1:24.681)     | Vuelta rápida    | Lewis Hamilton (1:28.270)   |                  |
| 5     | 8, 9 y 10 de mayo                             | Gran Premio de España Circuito de Barcelona-Cataluña Longitud: 307,104 km Vueltas: 66 Ganador 2014: Lewis Hamilton - Mercedes     | Resultados completos |                             |                  |                             |                  |
| 6     | 21, 23 y 24 de mayo                           | Gran Premio de Mónaco Circuito de Mónaco Longitud: 260,520 km Vueltas: 78 Ganador 2014: Nico Rosberg - Mercedes                   |                      | Libres 1                    | Lewis Hamilton   | Ganador                     | Nico Rosberg     |
| 6     | 21, 23 y 24 de mayo                           | Gran Premio de Mónaco Circuito de Mónaco Longitud: 260,520 km Vueltas: 78 Ganador 2014: Nico Rosberg - Mercedes                   | Libres 2             | Lewis Hamilton              | 2.do puesto      | Sebastian Vettel            |                  |
| 6     | 21, 23 y 24 de mayo                           | Gran Premio de Mónaco Circuito de Mónaco Longitud: 260,520 km Vueltas: 78 Ganador 2014: Nico Rosberg - Mercedes                   | Libres 3             | Nico Rosberg                | 3.er puesto      | Lewis Hamilton              |                  |
| 6     | 21, 23 y 24 de mayo                           | Gran Premio de Mónaco Circuito de Mónaco Longitud: 260,520 km Vueltas: 78 Ganador 2014: Nico Rosberg - Mercedes                   | Pole position        | Lewis Hamilton (1:15.098)   | Vuelta rápida    | Daniel Ricciardo (1:18.063) |                  |
| 6     | 21, 23 y 24 de mayo                           | Gran Premio de Mónaco Circuito de Mónaco Longitud: 260,520 km Vueltas: 78 Ganador 2014: Nico Rosberg - Mercedes                   | Resultados completos |                             |                  |                             |                  |
| 7     | 5, 6 y 7 de junio                             | Gran Premio de Canadá Circuito Gilles Villeneuve Longitud: 305,270 km Vueltas: 70 Ganador 2014: Daniel Ricciardo - Red Bull       |                      | Libres 1                    | Lewis Hamilton   | Ganador                     | Lewis Hamilton   |
| 7     | 5, 6 y 7 de junio                             | Gran Premio de Canadá Circuito Gilles Villeneuve Longitud: 305,270 km Vueltas: 70 Ganador 2014: Daniel Ricciardo - Red Bull       | Libres 1             | Lewis Hamilton              | 2.do puesto      | Nico Rosberg                |                  |
| 7     | 5, 6 y 7 de junio                             | Gran Premio de Canadá Circuito Gilles Villeneuve Longitud: 305,270 km Vueltas: 70 Ganador 2014: Daniel Ricciardo - Red Bull       | Libres 3             | Nico Rosberg                | 3.er puesto      | Valtteri Bottas             |                  |
| 7     | 5, 6 y 7 de junio                             | Gran Premio de Canadá Circuito Gilles Villeneuve Longitud: 305,270 km Vueltas: 70 Ganador 2014: Daniel Ricciardo - Red Bull       | Pole position        | Lewis Hamilton (1:14.393)   | Vuelta rápida    | Kimi Räikkönen (1:16.987)   |                  |
| 7     | 5, 6 y 7 de junio                             | Gran Premio de Canadá Circuito Gilles Villeneuve Longitud: 305,270 km Vueltas: 70 Ganador 2014: Daniel Ricciardo - Red Bull       | Resultados completos |                             |                  |                             |                  |
| 8     | 19, 20 y 21 de junio                          | Gran Premio de Austria Red Bull Ring Longitud: 307,146 km Vueltas: 71 Ganador 2014: Nico Rosberg - Mercedes                       |                      | Libres 1                    | Nico Rosberg     | Ganador                     | Nico Rosberg     |
| 8     | 19, 20 y 21 de junio                          | Gran Premio de Austria Red Bull Ring Longitud: 307,146 km Vueltas: 71 Ganador 2014: Nico Rosberg - Mercedes                       | Libres 2             | Sebastian Vettel            | 2.do puesto      | Lewis Hamilton              |                  |
| 8     | 19, 20 y 21 de junio                          | Gran Premio de Austria Red Bull Ring Longitud: 307,146 km Vueltas: 71 Ganador 2014: Nico Rosberg - Mercedes                       | Libres 3             | Sebastian Vettel            | 3.er puesto      | Felipe Massa                |                  |
| 8     | 19, 20 y 21 de junio                          | Gran Premio de Austria Red Bull Ring Longitud: 307,146 km Vueltas: 71 Ganador 2014: Nico Rosberg - Mercedes                       | Pole position        | Lewis Hamilton (1:08.455)   | Vuelta rápida    | Nico Rosberg (1:11.235)     |                  |
| 8     | 19, 20 y 21 de junio                          | Gran Premio de Austria Red Bull Ring Longitud: 307,146 km Vueltas: 71 Ganador 2014: Nico Rosberg - Mercedes                       | Resultados completos |                             |                  |                             |                  |
| 9     | 3, 4 y 5 de julio                             | Gran Premio de Gran Bretaña Circuito de Silverstone Longitud: 306,747 km Vueltas: 52 Ganador 2014: Lewis Hamilton - Mercedes      |                      | Libres 1                    | Nico Rosberg     | Ganador                     | Lewis Hamilton   |
| 9     | 3, 4 y 5 de julio                             | Gran Premio de Gran Bretaña Circuito de Silverstone Longitud: 306,747 km Vueltas: 52 Ganador 2014: Lewis Hamilton - Mercedes      | Libres 2             | Nico Rosberg                | 2.do puesto      | Nico Rosberg                |                  |
| 9     | 3, 4 y 5 de julio                             | Gran Premio de Gran Bretaña Circuito de Silverstone Longitud: 306,747 km Vueltas: 52 Ganador 2014: Lewis Hamilton - Mercedes      | Libres 3             | Lewis Hamilton              | 3.er puesto      | Sebastian Vettel            |                  |
| 9     | 3, 4 y 5 de julio                             | Gran Premio de Gran Bretaña Circuito de Silverstone Longitud: 306,747 km Vueltas: 52 Ganador 2014: Lewis Hamilton - Mercedes      | Pole position        | Lewis Hamilton (1:32.248)   | Vuelta rápida    | Lewis Hamilton (1:37.093)   |                  |
| 9     | 3, 4 y 5 de julio                             | Gran Premio de Gran Bretaña Circuito de Silverstone Longitud: 306,747 km Vueltas: 52 Ganador 2014: Lewis Hamilton - Mercedes      | Resultados completos |                             |                  |                             |                  |
| 10    | 24, 25 y 26 de julio                          | Gran Premio de Hungría Hungaroring Longitud: 306,660 km Vueltas: 69 Ganador 2014: Daniel Ricciardo - Red Bull                     |                      | Libres 1                    | Lewis Hamilton   | Ganador                     | Sebastian Vettel |
| 10    | 24, 25 y 26 de julio                          | Gran Premio de Hungría Hungaroring Longitud: 306,660 km Vueltas: 69 Ganador 2014: Daniel Ricciardo - Red Bull                     | Libres 2             | Lewis Hamilton              | 2.do puesto      | Daniil Kvyat                |                  |
| 10    | 24, 25 y 26 de julio                          | Gran Premio de Hungría Hungaroring Longitud: 306,660 km Vueltas: 69 Ganador 2014: Daniel Ricciardo - Red Bull                     | Libres 3             | Lewis Hamilton              | 3.er puesto      | Daniel Ricciardo            |                  |
| 10    | 24, 25 y 26 de julio                          | Gran Premio de Hungría Hungaroring Longitud: 306,660 km Vueltas: 69 Ganador 2014: Daniel Ricciardo - Red Bull                     | Pole position        | Lewis Hamilton (1:22.020)   | Vuelta rápida    | Daniel Ricciardo (1:24.821) |                  |
| 10    | 24, 25 y 26 de julio                          | Gran Premio de Hungría Hungaroring Longitud: 306,660 km Vueltas: 69 Ganador 2014: Daniel Ricciardo - Red Bull                     | Resultados completos |                             |                  |                             |                  |
| 11    | 21, 22 y 23 de agosto                         | Gran Premio de Bélgica Circuito de Spa-Francorchamps Longitud: 308,238 km Vueltas: 43 Ganador 2014: Daniel Ricciardo - Red Bull   |                      | Libres 1                    | Nico Rosberg     | Ganador                     | Lewis Hamilton   |
| 11    | 21, 22 y 23 de agosto                         | Gran Premio de Bélgica Circuito de Spa-Francorchamps Longitud: 308,238 km Vueltas: 43 Ganador 2014: Daniel Ricciardo - Red Bull   | Libres 2             | Nico Rosberg                | 2.do puesto      | Nico Rosberg                |                  |
| 11    | 21, 22 y 23 de agosto                         | Gran Premio de Bélgica Circuito de Spa-Francorchamps Longitud: 308,238 km Vueltas: 43 Ganador 2014: Daniel Ricciardo - Red Bull   | Libres 3             | Lewis Hamilton              | 3.er puesto      | Romain Grosjean             |                  |
| 11    | 21, 22 y 23 de agosto                         | Gran Premio de Bélgica Circuito de Spa-Francorchamps Longitud: 308,238 km Vueltas: 43 Ganador 2014: Daniel Ricciardo - Red Bull   | Pole position        | Lewis Hamilton (1:47.197)   | Vuelta rápida    | Nico Rosberg (1:52.416)     |                  |
| 11    | 21, 22 y 23 de agosto                         | Gran Premio de Bélgica Circuito de Spa-Francorchamps Longitud: 308,238 km Vueltas: 43 Ganador 2014: Daniel Ricciardo - Red Bull   | Resultados completos |                             |                  |                             |                  |
| 12    | 4, 5 y 6 de septiembre                        | Gran Premio de Italia Autodromo Nazionale di Monza Longitud: 306,720 km Vueltas: 53 Ganador 2014: Lewis Hamilton - Mercedes       |                      | Libres 1                    | Lewis Hamilton   | Ganador                     | Lewis Hamilton   |
| 12    | 4, 5 y 6 de septiembre                        | Gran Premio de Italia Autodromo Nazionale di Monza Longitud: 306,720 km Vueltas: 53 Ganador 2014: Lewis Hamilton - Mercedes       | Libres 2             | Lewis Hamilton              | 2.do puesto      | Sebastian Vettel            |                  |
| 12    | 4, 5 y 6 de septiembre                        | Gran Premio de Italia Autodromo Nazionale di Monza Longitud: 306,720 km Vueltas: 53 Ganador 2014: Lewis Hamilton - Mercedes       | Libres 3             | Lewis Hamilton              | 3.er puesto      | Felipe Massa                |                  |
| 12    | 4, 5 y 6 de septiembre                        | Gran Premio de Italia Autodromo Nazionale di Monza Longitud: 306,720 km Vueltas: 53 Ganador 2014: Lewis Hamilton - Mercedes       | Pole position        | Lewis Hamilton (1:23.397)   | Vuelta rápida    | Lewis Hamilton (1:26.672)   |                  |
| 12    | 4, 5 y 6 de septiembre                        | Gran Premio de Italia Autodromo Nazionale di Monza Longitud: 306,720 km Vueltas: 53 Ganador 2014: Lewis Hamilton - Mercedes       | Resultados completos |                             |                  |                             |                  |
| 13    | 18, 19 y 20 de septiembre                     | Gran Premio de Singapur Circuito callejero de Marina Bay Longitud: 309,316 km Vueltas: 61 Ganador 2014: Lewis Hamilton - Mercedes |                      | Libres 1                    | Nico Rosberg     | Ganador                     | Sebastian Vettel |
| 13    | 18, 19 y 20 de septiembre                     | Gran Premio de Singapur Circuito callejero de Marina Bay Longitud: 309,316 km Vueltas: 61 Ganador 2014: Lewis Hamilton - Mercedes | Libres 2             | Daniil Kvyat                | 2.do puesto      | Daniel Ricciardo            |                  |
| 13    | 18, 19 y 20 de septiembre                     | Gran Premio de Singapur Circuito callejero de Marina Bay Longitud: 309,316 km Vueltas: 61 Ganador 2014: Lewis Hamilton - Mercedes | Libres 2             | Sebastian Vettel            | 3.er puesto      | Kimi Räikkönen              |                  |
| 13    | 18, 19 y 20 de septiembre                     | Gran Premio de Singapur Circuito callejero de Marina Bay Longitud: 309,316 km Vueltas: 61 Ganador 2014: Lewis Hamilton - Mercedes | Pole position        | Sebastian Vettel (1:43.885) | Vuelta rápida    | Daniel Ricciardo (1:50.041) |                  |
| 13    | 18, 19 y 20 de septiembre                     | Gran Premio de Singapur Circuito callejero de Marina Bay Longitud: 309,316 km Vueltas: 61 Ganador 2014: Lewis Hamilton - Mercedes | Resultados completos |                             |                  |                             |                  |
| 14    | 25, 26 y 27 de septiembre                     | Gran Premio de Japón Circuito de Suzuka Longitud: 307,573 km Vueltas: 53 Ganador 2014: Lewis Hamilton - Mercedes                  |                      | Libres 1                    | Carlos Sainz Jr. | Ganador                     | Lewis Hamilton   |
| 14    | 25, 26 y 27 de septiembre                     | Gran Premio de Japón Circuito de Suzuka Longitud: 307,573 km Vueltas: 53 Ganador 2014: Lewis Hamilton - Mercedes                  | Libres 2             | Daniil Kvyat                | 2.do puesto      | Nico Rosberg                |                  |
| 14    | 25, 26 y 27 de septiembre                     | Gran Premio de Japón Circuito de Suzuka Longitud: 307,573 km Vueltas: 53 Ganador 2014: Lewis Hamilton - Mercedes                  | Libres 3             | Nico Rosberg                | 3.er puesto      | Sebastian Vettel            |                  |
| 14    | 25, 26 y 27 de septiembre                     | Gran Premio de Japón Circuito de Suzuka Longitud: 307,573 km Vueltas: 53 Ganador 2014: Lewis Hamilton - Mercedes                  | Pole position        | Nico Rosberg (1:32.584)     | Vuelta rápida    | Lewis Hamilton (1:36.145)   |                  |
| 14    | 25, 26 y 27 de septiembre                     | Gran Premio de Japón Circuito de Suzuka Longitud: 307,573 km Vueltas: 53 Ganador 2014: Lewis Hamilton - Mercedes                  | Resultados completos |                             |                  |                             |                  |
| 15    | 9, 10 y 11 de octubre                         | Gran Premio de Rusia Autódromo de Sochi Longitud: 305,344 km Vueltas: 53 Ganador 2014: Lewis Hamilton - Mercedes                  |                      | Libres 1                    | Nico Hülkenberg  | Ganador                     | Lewis Hamilton   |
| 15    | 9, 10 y 11 de octubre                         | Gran Premio de Rusia Autódromo de Sochi Longitud: 305,344 km Vueltas: 53 Ganador 2014: Lewis Hamilton - Mercedes                  | Libres 2             | Felipe Massa                | 2.do puesto      | Sebastian Vettel            |                  |
| 15    | 9, 10 y 11 de octubre                         | Gran Premio de Rusia Autódromo de Sochi Longitud: 305,344 km Vueltas: 53 Ganador 2014: Lewis Hamilton - Mercedes                  | Libres 3             | Nico Rosberg                | 3.er puesto      | Sergio Pérez                |                  |
| 15    | 9, 10 y 11 de octubre                         | Gran Premio de Rusia Autódromo de Sochi Longitud: 305,344 km Vueltas: 53 Ganador 2014: Lewis Hamilton - Mercedes                  | Pole position        | Nico Rosberg (1:37.113)     | Vuelta rápida    | Sebastian Vettel (1:40.071) |                  |
| 15    | 9, 10 y 11 de octubre                         | Gran Premio de Rusia Autódromo de Sochi Longitud: 305,344 km Vueltas: 53 Ganador 2014: Lewis Hamilton - Mercedes                  | Resultados completos |                             |                  |                             |                  |
| 16    | 23, 24 y 25 de octubre                        | Gran Premio de Estados Unidos Circuito de las Américas Longitud: 308,896 km Vueltas: 56 Ganador 2014: Lewis Hamilton - Mercedes   |                      | Libres 1                    | Nico Rosberg     | Ganador                     | Lewis Hamilton   |
| 16    | 23, 24 y 25 de octubre                        | Gran Premio de Estados Unidos Circuito de las Américas Longitud: 308,896 km Vueltas: 56 Ganador 2014: Lewis Hamilton - Mercedes   | Libres 2             | Suspendidos                 | 2.do puesto      | Nico Rosberg                |                  |
| 16    | 23, 24 y 25 de octubre                        | Gran Premio de Estados Unidos Circuito de las Américas Longitud: 308,896 km Vueltas: 56 Ganador 2014: Lewis Hamilton - Mercedes   | Libres 3             | Lewis Hamilton              | 3.er puesto      | Sebastian Vettel            |                  |
| 16    | 23, 24 y 25 de octubre                        | Gran Premio de Estados Unidos Circuito de las Américas Longitud: 308,896 km Vueltas: 56 Ganador 2014: Lewis Hamilton - Mercedes   | Pole position        | Nico Rosberg (1:56.824)     | Vuelta rápida    | Nico Rosberg (1:40.666)     |                  |
| 16    | 23, 24 y 25 de octubre                        | Gran Premio de Estados Unidos Circuito de las Américas Longitud: 308,896 km Vueltas: 56 Ganador 2014: Lewis Hamilton - Mercedes   | Resultados completos |                             |                  |                             |                  |
| 17    | 30 de octubre, 31 de octubre y 1 de noviembre | Gran Premio de México Autódromo Hermanos Rodríguez Longitud: 306,860 km Vueltas: 71 Ganador 2014: No se disputó                   |                      | Libres 1                    | Max Verstappen   | Ganador                     | Nico Rosberg     |
| 17    | 30 de octubre, 31 de octubre y 1 de noviembre | Gran Premio de México Autódromo Hermanos Rodríguez Longitud: 306,860 km Vueltas: 71 Ganador 2014: No se disputó                   | Libres 2             | Nico Rosberg                | 2.do puesto      | Lewis Hamilton              |                  |
| 17    | 30 de octubre, 31 de octubre y 1 de noviembre | Gran Premio de México Autódromo Hermanos Rodríguez Longitud: 306,860 km Vueltas: 71 Ganador 2014: No se disputó                   | Libres 3             | Nico Rosberg                | 3.er puesto      | Valtteri Bottas             |                  |
| 17    | 30 de octubre, 31 de octubre y 1 de noviembre | Gran Premio de México Autódromo Hermanos Rodríguez Longitud: 306,860 km Vueltas: 71 Ganador 2014: No se disputó                   | Pole position        | Nico Rosberg (1:19.480)     | Vuelta rápida    | Nico Rosberg (1:20.521)     |                  |
| 17    | 30 de octubre, 31 de octubre y 1 de noviembre | Gran Premio de México Autódromo Hermanos Rodríguez Longitud: 306,860 km Vueltas: 71 Ganador 2014: No se disputó                   | Resultados completos |                             |                  |                             |                  |
| 18    | 13, 14 y 15 de noviembre                      | Gran Premio de Brasil Autódromo José Carlos Pace Longitud: 305,909 km Vueltas: 71 Ganador 2014: Nico Rosberg - Mercedes           |                      | Libres 1                    | Lewis Hamilton   | Ganador                     | Nico Rosberg     |
| 18    | 13, 14 y 15 de noviembre                      | Gran Premio de Brasil Autódromo José Carlos Pace Longitud: 305,909 km Vueltas: 71 Ganador 2014: Nico Rosberg - Mercedes           | Libres 2             | Nico Rosberg                | 2.do puesto      | Lewis Hamilton              |                  |
| 18    | 13, 14 y 15 de noviembre                      | Gran Premio de Brasil Autódromo José Carlos Pace Longitud: 305,909 km Vueltas: 71 Ganador 2014: Nico Rosberg - Mercedes           | Libres 3             | Lewis Hamilton              | 3.er puesto      | Sebastian Vettel            |                  |
| 18    | 13, 14 y 15 de noviembre                      | Gran Premio de Brasil Autódromo José Carlos Pace Longitud: 305,909 km Vueltas: 71 Ganador 2014: Nico Rosberg - Mercedes           | Pole position        | Nico Rosberg (1:11.282)     | Vuelta rápida    | Lewis Hamilton              |                  |
| 18    | 13, 14 y 15 de noviembre                      | Gran Premio de Brasil Autódromo José Carlos Pace Longitud: 305,909 km Vueltas: 71 Ganador 2014: Nico Rosberg - Mercedes           | Resultados completos |                             |                  |                             |                  |
| 19    | 27, 28 y 29 de noviembre                      | Gran Premio de Abu Dabi Circuito Yas Marina Longitud: 305,361 km Vueltas: 55 Ganador 2014: Lewis Hamilton - Mercedes              |                      | Libres 1                    | Lewis Hamilton   | Ganador                     | Nico Rosberg     |
| 19    | 27, 28 y 29 de noviembre                      | Gran Premio de Abu Dabi Circuito Yas Marina Longitud: 305,361 km Vueltas: 55 Ganador 2014: Lewis Hamilton - Mercedes              | Libres 2             | Nico Rosberg                | 2.º puesto       | Lewis Hamilton              |                  |
| 19    | 27, 28 y 29 de noviembre                      | Gran Premio de Abu Dabi Circuito Yas Marina Longitud: 305,361 km Vueltas: 55 Ganador 2014: Lewis Hamilton - Mercedes              | Libres 3             | Nico Rosberg                | 3.er puesto      | Kimi Räikkönen              |                  |
| 19    | 27, 28 y 29 de noviembre                      | Gran Premio de Abu Dabi Circuito Yas Marina Longitud: 305,361 km Vueltas: 55 Ganador 2014: Lewis Hamilton - Mercedes              | Pole position        | Nico Rosberg (1:40.237)     | Vuelta rápida    | Lewis Hamilton (1:44.517)   |                  |
| 19    | 27, 28 y 29 de noviembre                      | Gran Premio de Abu Dabi Circuito Yas Marina Longitud: 305,361 km Vueltas: 55 Ganador 2014: Lewis Hamilton - Mercedes              | Resultados completos |                             |                  |                             |                  |

## Clasificaciones

### Puntuaciones
| Posición | 1.º | 2.º | 3.º | 4.º | 5.º | 6.º | 7.º | 8.º | 9.º | 10.º |
| Puntos   | 25  | 18  | 15  | 12  | 10  | 8   | 6   | 4   | 2   | 1    |

### Campeonato de Pilotos
| Pos. | N.º | Piloto           | AUS | MYS | CHN | BHR | ESP | MON | CAN | AUT | GBR | HUN | BEL | ITA | SIN | JPN | RUS | USA | MEX | BRA | ABU | Puntos |
| ---- | --- | ---------------- | --- | --- | --- | --- | --- | --- | --- | --- | --- | --- | --- | --- | --- | --- | --- | --- | --- | --- | --- | ------ |
| 1    | 44  | Lewis Hamilton   | 1   | 2   | 1   | 1   | 2   | 3   | 1   | 2   | 1   | 6   | 1   | 1   | Ret | 1   | 1   | 1   | 2   | 2   | 2   | 381    |
| 2    | 6   | Nico Rosberg     | 2   | 3   | 2   | 3   | 1   | 1   | 2   | 1   | 2   | 8   | 2   | 17† | 4   | 2   | Ret | 2   | 1   | 1   | 1   | 322    |
| 3    | 5   | Sebastian Vettel | 3   | 1   | 3   | 5   | 3   | 2   | 5   | 4   | 3   | 1   | 12† | 2   | 1   | 3   | 2   | 3   | Ret | 3   | 4   | 278    |
| 4    | 7   | Kimi Räikkönen   | Ret | 4   | 4   | 2   | 5   | 6   | 4   | Ret | 8   | Ret | 7   | 5   | 3   | 4   | 8   | Ret | Ret | 4   | 3   | 150    |
| 5    | 77  | Valtteri Bottas  | DNS | 5   | 6   | 4   | 4   | 14  | 3   | 5   | 5   | 13  | 9   | 4   | 5   | 5   | 12† | Ret | 3   | 5   | 13  | 136    |
| 6    | 19  | Felipe Massa     | 4   | 6   | 5   | 10  | 6   | 15  | 6   | 3   | 4   | 12  | 6   | 3   | Ret | 17  | 4   | Ret | 6   | DSQ | 8   | 121    |
| 7    | 26  | Daniil Kvyat     | DNS | 9   | Ret | 9   | 10  | 4   | 9   | 12  | 6   | 2   | 4   | 10  | 6   | 13  | 5   | Ret | 4   | 7   | 10  | 95     |
| 8    | 3   | Daniel Ricciardo | 6   | 10  | 9   | 6   | 7   | 5   | 13  | 10  | Ret | 3   | Ret | 8   | 2   | 15  | 15† | 10  | 5   | 11  | 6   | 92     |
| 9    | 11  | Sergio Pérez     | 10  | 13  | 11  | 8   | 13  | 7   | 11  | 9   | 9   | Ret | 5   | 6   | 7   | 12  | 3   | 5   | 8   | 12  | 5   | 78     |
| 10   | 27  | Nico Hülkenberg  | 7   | 14  | Ret | 13  | 15  | 11  | 8   | 6   | 7   | Ret | DNS | 7   | Ret | 6   | Ret | Ret | 7   | 6   | 7   | 58     |
| 11   | 8   | Romain Grosjean  | Ret | 11  | 7   | 7   | 8   | 12  | 10  | Ret | Ret | 7   | 3   | Ret | 13  | 7   | Ret | Ret | 10  | 8   | 9   | 51     |
| 12   | 33  | Max Verstappen   | Ret | 7   | 17† | Ret | 11  | Ret | 15  | 8   | Ret | 4   | 8   | 12  | 8   | 9   | 10  | 4   | 9   | 9   | 16  | 49     |
| 13   | 12  | Felipe Nasr      | 5   | 12  | 8   | 12  | 12  | 9   | 16  | 11  | DNS | 11  | 11  | 13  | 10  | 20† | 6   | 9   | Ret | 13  | 15  | 27     |
| 14   | 13  | Pastor Maldonado | Ret | Ret | Ret | 15  | Ret | Ret | 7   | 7   | Ret | 14  | Ret | Ret | 12  | 8   | 7   | 8   | 11  | 10  | Ret | 27     |
| 15   | 55  | Carlos Sainz Jr. | 9   | 8   | 13  | Ret | 9   | 10  | 12  | Ret | Ret | Ret | Ret | 11  | 9   | 10  | Ret | 7   | 13  | Ret | 11  | 18     |
| 16   | 22  | Jenson Button    | 11  | Ret | 14  | DNS | 16  | 8   | Ret | Ret | Ret | 9   | 14  | 14  | Ret | 16  | 9   | 6   | 14  | 14  | 12  | 16     |
| 17   | 14  | Fernando Alonso  |     | Ret | 12  | 11  | Ret | Ret | Ret | Ret | 10  | 5   | 13  | 18† | Ret | 11  | 11  | 11  | Ret | 15  | 17  | 11     |
| 18   | 9   | Marcus Ericsson  | 8   | Ret | 10  | 14  | 14  | 13  | 14  | 13  | 11  | 10  | 10  | 9   | 11  | 14  | Ret | Ret | 12  | 16  | 14  | 9      |
| 19   | 98  | Roberto Merhi    | DNP | 15  | 16  | 17  | 18  | 16  | Ret | 14  | 12  | 15  | 15  | 16  |     |     | 13  |     |     |     | 19  | 0      |
| 20   | 53  | Alexander Rossi  |     |     |     |     |     |     |     |     |     |     |     |     | 14  | 18  |     | 12  | 15  | 18  |     | 0      |
| 21   | 28  | Will Stevens     | DNP | DNS | 15  | 16  | 17  | 17  | 17  | Ret | 13  | 16  | 16  | 15  | 15  | 19  | 14  | Ret | 16  | 17  | 18  | 0      |
| NC   | 20  | Kevin Magnussen  | DNS |     |     |     |     |     |     |     |     |     |     |     |     |     |     |     |     |     |     | 0      |
| Pos. | N.º | Piloto           | AUS | MYS | CHN | BHR | ESP | MON | CAN | AUT | GBR | HUN | BEL | ITA | SIN | JPN | RUS | USA | MEX | BRA | ABU | Puntos |

| Color      | Resultado                          |
| ---------- | ---------------------------------- |
| Oro        | Ganador                            |
| Plata      | 2.º puesto                         |
| Bronce     | 3.er puesto                        |
| Verde      | Finalizó en los puntos             |
| Azul       | Finalizó sin puntos                |
| Azul       | NC - No clasificado                |
| Violeta    | Ret - No terminó                   |
| Rojo       | DNQ - No se clasificó              |
| Rojo       | DNPQ - No se preclasificó          |
| Negro      | DSQ - Descalificado                |
| Blanco     | DNS - No empezó                    |
| Blanco     | WD - Retirado                      |
| Blanco     | C - Carrera cancelada              |
| Azul claro | TD - Entrenamientos libres (2003-) |
| Sin color  | DNP - Inscrito, pero no participó  |
| Sin color  | INJ - Inscrito, pero lesionado     |
| Sin color  | EX - Excluido                      |

| Estado  | Resultado                                                                             |
| ------- | ------------------------------------------------------------------------------------- |
| Negrita | Pole position                                                                         |
| Cursiva | Vuelta rápida                                                                         |
| 1-8     | Posiciones puntuables de clasificación sprint (2021-)                                 |
| †       | No acabó el Gran Premio, pero fue clasificado ya que completó el porcentaje necesario |
| ‡       | Monoplaza compartido                                                                  |
| ~       | Se otorgó la mitad de puntos ya que no se cumplió con el 75% de la carrera            |
| ≠       | No obtuvo puntos ya que era piloto invitado                                           |
| F2      | Inscrito para carrera de Fórmula 2, no sumaba puntos                                  |

### Estadísticas del Campeonato de Pilotos
| Pos. | Piloto           | Escudería   | Grandes Premios | Victorias | Podios | Poles | Vueltas rápidas | Puntos |
| ---- | ---------------- | ----------- | --------------- | --------- | ------ | ----- | --------------- | ------ |
| 1    | Lewis Hamilton   | Mercedes    | 19              | 10        | 17     | 11    | 8               | 381    |
| 2    | Nico Rosberg     | Mercedes    | 19              | 6         | 15     | 7     | 5               | 322    |
| 3    | Sebastian Vettel | Ferrari     | 19              | 3         | 13     | 1     | 1               | 278    |
| 4    | Kimi Räikkönen   | Ferrari     | 19              |           | 3      |       | 2               | 150    |
| 5    | Valtteri Bottas  | Williams    | 19 (18)         |           | 2      |       |                 | 136    |
| 6    | Felipe Massa     | Williams    | 19              |           | 2      |       |                 | 121    |
| 7    | Daniil Kvyat     | Red Bull    | 19 (18)         |           | 1      |       |                 | 95     |
| 8    | Daniel Ricciardo | Red Bull    | 19              |           | 2      |       | 3               | 92     |
| 9    | Sergio Pérez     | Force India | 19              |           | 1      |       |                 | 78     |
| 10   | Nico Hülkenberg  | Force India | 19 (18)         |           |        |       |                 | 58     |
| 11   | Romain Grosjean  | Lotus       | 19              |           | 1      |       |                 | 51     |
| 12   | Max Verstappen   | Toro Rosso  | 19              |           |        |       |                 | 49     |
| 13   | Felipe Nasr      | Sauber      | 19              |           |        |       |                 | 27     |
| 14   | Pastor Maldonado | Lotus       | 19              |           |        |       |                 | 27     |
| 15   | Carlos Sainz Jr. | Toro Rosso  | 19              |           |        |       |                 | 18     |
| 16   | Jenson Button    | McLaren     | 19              |           |        |       |                 | 16     |
| 17   | Fernando Alonso  | McLaren     | 18              |           |        |       |                 | 11     |
| 18   | Marcus Ericsson  | Sauber      | 19              |           |        |       |                 | 9      |
| 19   | Roberto Merhi    | Marussia    | 13              |           |        |       |                 |        |
| 20   | Alexander Rossi  | Marussia    | 5               |           |        |       |                 |        |
| 21   | Will Stevens     | Marussia    | 18 (17)         |           |        |       |                 |        |
| NC   | Kevin Magnussen  | McLaren     | 1               |           |        |       |                 |        |

### Campeonato de Constructores
| Pos. | Constructor          | N.º | AUS | MYS | CHN | BHR | ESP | MON | CAN | AUT | GBR | HUN | BEL | ITA | SIN | JPN | RUS | USA | MEX | BRA | ABU | Puntos |
| ---- | -------------------- | --- | --- | --- | --- | --- | --- | --- | --- | --- | --- | --- | --- | --- | --- | --- | --- | --- | --- | --- | --- | ------ |
| 1    | Mercedes             | 6   | 2   | 3   | 2   | 3   | 1   | 1   | 2   | 1   | 2   | 8   | 2   | 17† | 4   | 2   | Ret | 2   | 1   | 1   | 1   | 703    |
| 1    | Mercedes             | 44  | 1   | 2   | 1   | 1   | 2   | 3   | 1   | 2   | 1   | 6   | 1   | 1   | Ret | 1   | 1   | 1   | 2   | 2   | 2   | 703    |
| 2    | Ferrari              | 5   | 3   | 1   | 3   | 5   | 3   | 2   | 5   | 4   | 3   | 1   | 12  | 2   | 1   | 3   | 2   | 3   | Ret | 3   | 4   | 428    |
| 2    | Ferrari              | 7   | Ret | 4   | 4   | 2   | 5   | 6   | 4   | Ret | 8   | Ret | 7   | 5   | 3   | 4   | 8   | Ret | Ret | 4   | 3   | 428    |
| 3    | Williams-Mercedes    | 19  | 4   | 6   | 5   | 10  | 6   | 15  | 6   | 3   | 4   | 12  | 6   | 3   | Ret | 17  | 4   | Ret | 6   | DSQ | 8   | 257    |
| 3    | Williams-Mercedes    | 77  | DNS | 5   | 6   | 4   | 4   | 14  | 3   | 5   | 5   | 13  | 9   | 4   | 5   | 5   | 12† | Ret | 3   | 5   | 12  | 257    |
| 4    | Red Bull-Renault     | 3   | 6   | 10  | 9   | 6   | 7   | 5   | 13  | 10  | Ret | 3   | Ret | 8   | 2   | 15  | 15† | 10  | 5   | 11  | 6   | 187    |
| 4    | Red Bull-Renault     | 26  | DNS | 9   | Ret | 9   | 10  | 4   | 9   | 12  | 6   | 2   | 4   | 10  | 6   | 13  | 5   | Ret | 4   | 7   | 10  | 187    |
| 5    | Force India-Mercedes | 11  | 10  | 13  | 11  | 8   | 13  | 7   | 11  | 9   | 9   | Ret | 5   | 6   | 7   | 12  | 3   | 5   | 8   | 6   | 5   | 136    |
| 5    | Force India-Mercedes | 27  | 7   | 14  | Ret | 13  | 15  | 11  | 8   | 6   | 7   | Ret | DNS | 7   | Ret | 6   | Ret | Ret | 7   | 12  | 7   | 136    |
| 6    | Lotus-Mercedes       | 8   | Ret | 11  | 7   | 7   | 8   | 12  | 10  | Ret | Ret | 7   | 3   | Ret | 13† | 7   | Ret | Ret | 10  | 8   | 9   | 78     |
| 6    | Lotus-Mercedes       | 13  | Ret | Ret | Ret | 15  | Ret | Ret | 7   | 7   | Ret | 14  | Ret | Ret | 12  | 8   | 7   | 8   | 11  | 10  | Ret | 78     |
| 7    | Toro Rosso-Renault   | 33  | Ret | 7   | 17† | Ret | 11  | Ret | 15  | 8   | Ret | 4   | 8   | 12  | 8   | 9   | 10  | 4   | 9   | 9   | 16  | 67     |
| 7    | Toro Rosso-Renault   | 55  | 9   | 8   | 13  | Ret | 9   | 10  | 12  | Ret | Ret | Ret | Ret | 11  | 9   | 10  | Ret | 7   | 13  | Ret | 11  | 67     |
| 8    | Sauber-Ferrari       | 9   | 8   | Ret | 10  | 14  | 14  | 13  | 14  | 13  | 11  | 10  | 10  | 9   | 11  | 14  | Ret | Ret | 12  | 16  | 14  | 36     |
| 8    | Sauber-Ferrari       | 12  | 5   | 12  | 8   | 12  | 12  | 9   | 16  | 11  | DNS | 11  | 11  | 13  | 10  | 20† | 6   | 9   | Ret | 13  | 15  | 36     |
| 9    | McLaren-Honda        | 14  |     | Ret | 14  | 11  | Ret | Ret | Ret | Ret | 10  | 5   | 14  | 18† | Ret | 16  | 11  | 11  | Ret | 15  | 17  | 27     |
| 9    | McLaren-Honda        | 20  | DNS |     |     |     |     |     |     |     |     |     |     |     |     |     |     |     |     |     |     | 27     |
| 9    | McLaren-Honda        | 22  | 11  | Ret | 12  | DNS | 16  | 8   | Ret | Ret | Ret | 9   | 13  | 14  | Ret | 11  | 9   | 6   | 14  | 14  | 12  | 27     |
| 10   | Marussia-Ferrari     | 28  | DNP | DNS | 15  | 16  | 17  | 17  | 17  | Ret | 13  | 16† | 16  | 15  | 15  | 19  | 14  | Ret | 16  | 17  | 18  | 0      |
| 10   | Marussia-Ferrari     | 53  |     |     |     |     |     |     |     |     |     |     |     |     | 14  | 18  |     | 12  | 15  | 18  |     | 0      |
| 10   | Marussia-Ferrari     | 98  | DNP | 15  | 16  | 17  | 18  | 16  | Ret | 14  | 12  | 15  | 15  | 16  |     |     | 13  |     |     |     | 19  | 0      |
| Pos. | Constructor          | N.º | AUS | MYS | CHN | BHR | ESP | MON | CAN | AUT | GBR | HUN | BEL | ITA | SIN | JPN | RUS | USA | MEX | BRA | ABU | Puntos |

| Color      | Resultado                          |
| ---------- | ---------------------------------- |
| Oro        | Ganador                            |
| Plata      | 2.º puesto                         |
| Bronce     | 3.er puesto                        |
| Verde      | Finalizó en los puntos             |
| Azul       | Finalizó sin puntos                |
| Azul       | NC - No clasificado                |
| Violeta    | Ret - No terminó                   |
| Rojo       | DNQ - No se clasificó              |
| Rojo       | DNPQ - No se preclasificó          |
| Negro      | DSQ - Descalificado                |
| Blanco     | DNS - No empezó                    |
| Blanco     | WD - Retirado                      |
| Blanco     | C - Carrera cancelada              |
| Azul claro | TD - Entrenamientos libres (2003-) |
| Sin color  | DNP - Inscrito, pero no participó  |
| Sin color  | INJ - Inscrito, pero lesionado     |
| Sin color  | EX - Excluido                      |

| Estado  | Resultado                                                                             |
| ------- | ------------------------------------------------------------------------------------- |
| Negrita | Pole position                                                                         |
| Cursiva | Vuelta rápida                                                                         |
| 1-8     | Posiciones puntuables de clasificación sprint (2021-)                                 |
| †       | No acabó el Gran Premio, pero fue clasificado ya que completó el porcentaje necesario |
| ‡       | Monoplaza compartido                                                                  |
| ~       | Se otorgó la mitad de puntos ya que no se cumplió con el 75% de la carrera            |
| ≠       | No obtuvo puntos ya que era piloto invitado                                           |
| F2      | Inscrito para carrera de Fórmula 2, no sumaba puntos                                  |

### Estadísticas del Campeonato de Constructores
| Pos. | Constructor | Chasis     | Motor    | Grandes Premios | Victorias | Podios | Poles | Vueltas rápidas | Puntos |
| ---- | ----------- | ---------- | -------- | --------------- | --------- | ------ | ----- | --------------- | ------ |
| 1    | Mercedes    | W06 Hybrid | Mercedes | 19              | 16        | 32     | 18    | 13              | 703    |
| 2    | Ferrari     | SF15-T     | Ferrari  | 19              | 3         | 16     | 1     | 3               | 428    |
| 3    | Williams    | FW37       | Mercedes | 19              |           | 4      |       |                 | 257    |
| 4    | Red Bull    | RB11       | Renault  | 19              |           | 3      |       | 3               | 187    |
| 5    | Force India | VJM08      | Mercedes | 19              |           | 1      |       |                 | 136    |
| 6    | Lotus       | E23 Hybrid | Mercedes | 19              |           | 1      |       |                 | 78     |
| 7    | Toro Rosso  | STR10      | Renault  | 19              |           |        |       |                 | 67     |
| 8    | Sauber      | C34        | Ferrari  | 19              |           |        |       |                 | 36     |
| 9    | McLaren     | MP4-30     | Honda    | 19              |           |        |       |                 | 27     |
| 10   | Marussia    | MR03B      | Ferrari  | 18              |           |        |       |                 | 0      |